# Peveril Meigs
Peveril Meigs III (Flushing, Nueva York, 5 de mayo de 1903 - Concord, Massachusetts, 16 de septiembre de 1979) fue un docente, investigador, cartógrafo, escritor y geógrafo estadounidense, conocido por sus escritos sobre los pueblos nativos y las primeras misiones del norte de la península de Baja California, México, y estudios sobre desiertos y tierras áridas de los diversos continentes.

## Primeros años
Hijo de Lorena Stewart y Peverly Meigs Jr.  Estudió en la Universidad de California, Berkeley, donde terminó en 1925 y obtuvo su doctorado en geografía en 1932. Se casó en 1928, con Yvonne Lieben con quien procreó un hijo y una hija. Ocupó cargos académicos como maestro de geografía, en el San Francisco State Teachers College (1929) -hoy es San Francisco State University-, profesor asistente (1929-1932), profesor asociado (1932-1941), la Universidad Estatal de Luisiana (1938-1939), y profesor (1941-1942) en Chico State College, -hoy California State University-, la American University (1948) y la Universidad George Washington (1948). Participó en política en 1936 por el Partido Demócrata.
A partir de la Segunda Guerra Mundial, Meigs trabajó principalmente para el gobierno estadounidense, trabajando para la Oficina de Servicios Estratégicos (OSS) (1942-1944), la Junta de Publicaciones del Estudio Conjunto de Inteligencia (1944-1947), después de la guerra permaneció como analista para el Instituto Ártico de Norteamérica (1948-1949), simultáneamente  enseñaba en la Universidad George Washington (1948), la División de Ciencias de la Tierra del Cuerpo de Intendencia del Ejército de EE. UU. (1949-1953) y el Centro de Investigación e Ingeniería de Intendencia hasta su retiro (1953-1965). También sirvió como jefe de la Comisión de Zonas Áridas de la Unión Geográfica Internacional (1950-1968).

## Investigación y Exploración
Peveril realizó múltiples expediciones al norte de Baja California de 1925 a 1936 donde documenta sus observaciones geológicas, bitácoras climatológicas, sitios misionales, datos etnográficos y de la cultura local. Meigs, exploró desde Tijuana hasta San Quintín. Para ello tomó fotografías, escaneó negativos, diapositivas, diarios y otros documentos que utilizó para su tesis doctoral (1932), "Las Misiones Dominicanas de la Baja California", y una monografía etnográfica, "Los Indios Kiliwa de la Baja California" (1939). En el primer viaje se hizo acompañar de su compañero Charles Warren Thonrthwaite. La información recopilada se encuentra digitalizada en la biblioteca digital de la Universidad de San Diego en la colección "Peveril Meigs Baja California Research Materials". Las imágenes escaneadas de los documentos incluyen los enlaces a la fuente correspondiente, siempre cuando fue posible, para que los lectores puedan recrear el viaje de Meigs.
Meigs publicó docenas de artículos y libros, donde su interés fue el trabajo sobre Baja California, influenciado por sus mentores de Berkeley, Carl O. Sauer en geografía histórica y Alfred L. Kroeber en etnografía. Fue coautor, junto con Sauer, de un estudio sobre la Misión de San Fernando Velicatá, la única misión fundada por los franciscanos durante su breve permanencia (1768-1773) en la península. Su tesis doctoral (1932) fue un estudio pionero sobre las misiones dominicas del norte de Baja California que se publicó y es fuente clave sobre el tema.
Durante sus viajes de campo al norte de Baja California, particularmente en 1928, 1929 y 1936, Meigs se familiarizó con los grupos indígenas sobrevivientes de la región. Publicó una monografía sobre los kiliwa (1939), que sigue siendo la fuente más confiable sobre las formas de vida aborígenes de este pueblo. También incluyó notas importantes sobre los vecinos paipai y kumiai. Tras su jubilación en 1965, Meigs publicó varios artículos adicionales sobre la etnografía y la arqueología de estos grupos, basados en las notas de sus estudios de campo anteriores. Su libro sobre los desiertos costeros fue publicado por la UNESCO en 1966. En 1968 recibió una beca de la Sociedad Filosófica Americana para estudiar los molinos de marea. Cartografió los molinos de marea desde Nueva York hasta Georgia en la costa atlántica de Estados Unidos y quedó inconcluso un libro sobre el tema.
Fue miembro de la Sociedad Americana de Geografía, Sociedad Geográfica Real de Londres, y Asociación Americana de Ciencias Avanzadas.
Murió a los 76 años.

## Obra
Editó más de 90 libros y artículos, la mayoría relacionados con aspectos de Baja California.
- 1927. "Sitio y cultura en San Fernando de Velicatá". Coautor con Carl O. Sauer,
- 1934 “Guadalupe, la última misión de las Californias”.
- 1935. "La frontera misional dominica en la Baja California".[7]
- 1939. "Los indios kiliwa de la Baja California".
- 1939. "Planeación hídrica en el Gran Valle Central, California".
- 1950. "Fundamentos de Geografía económica".
- 1955. "Geografía histórica del norte de Baja California".
- 1966. "Geografía de los desiertos costeros.
- 1970. "Capas de cabello humano de Baja California y fuera"[8]
- 1971. "Mito de la Creación y otras reflexiones del Mishkwish de Nijí".
- 1972. "Notas sobre La Huerta Jat'am, Baja California: Topónimos, Caza y Chamanes".
- 1974. "Notas de campo sobre Sh'un y Jat'am, Manteca, Baja California".
- 1974. "Meigs en Tablas".
- 1976. "Algunas pictografías en el norte de Baja California".
- 1977. "Notas sobre los Paipai de San Isidoro, Baja California".